# Petrovsko (Chorvatsko)
Petrovsko je vesnice a správní středisko stejnojmenné opčiny v Chorvatsku v Krapinsko-zagorské župě. Nachází se asi 3 km severozápadně od Krapiny. V roce 2011 žilo v Petrovsku 201 obyvatel, v celé opčině pak 2 656 obyvatel.
Do teritoriální reorganizace v roce 2010 bylo Petrovsko součástí opčiny města Krapina.
Součástí opčiny je celkem dvanáct trvale obydlených vesnic. Vesnice Svedruža se dříve dělila na sídla Donja Svedruža a Gornja Svedruža, která se později sloučila. Ačkoliv je vesnice Petrovsko střediskem opčiny, jejím největším sídlem je Štuparje, a nachází se zde celkem pět sídel větších než Petrovsko.
- Benkovec Petrovski – 148 obyvatel
- Brezovica Petrovska – 116 obyvatel
- Gredenec – 107 obyvatel
- Mala Pačetina – 104 obyvatel
- Petrovsko – 201 obyvatel
- Podgaj Petrovski – 260 obyvatel
- Preseka Petrovska – 276 obyvatel
- Rovno – 120 obyvatel
- Slatina Svedruška – 384 obyvatel
- Stara Ves Petrovska – 170 obyvatel
- Svedruža – 374 obyvatel
- Štuparje – 396 obyvatel

Opčinou procházejí státní silnice D206 a župní silnice Ž2120. Blízko též prochází dálnice A2.